# Lederia japonica
Lederia japonica is een keversoort uit de familie zwamspartelkevers (Melandryidae). De wetenschappelijke naam van de soort werd in 1891 gepubliceerd door Edmund Reitter.